# Amaxia gnosia
Amaxia gnosia là một loài bướm đêm thuộc phân họ Arctiinae, họ Erebidae.